# 미콜라 모로주크
미콜라 모로주크(우크라이나어: Микола Морозюк, Mykola Morozyuk, 1988년 1월 17일, 우크라이나 체르보노흐라드 ~ )는 우크라이나의 축구 선수로 소속팀은 입소나스 FC이며, 포지션은 수비수 또는 미드필더이다. 주로 수비수로 활약하며, 등번호는 수비수가 거의 사용하지 않는 9번을 사용하고 있다.